# Oakville Blue Devils Football Club
Oakville Blue Devils é uma agremiação esportiva da cidade de Oakville, Ontário  Atualmente disputa a League1 Ontario.

## História
O clube é um clube fênix do Oakville Blue Devils original, que é o atual Brampton United. O clube retornou as atividades em 2015 e começou a disputar a League1 Ontario. Em 2018 a equipe disputa o Campeonato Canadense de Futebol pela primeira vez por ser o atual campeão da League1 Ontario.

## Estatísticas

### Participações
|  | Participações em 2018 |

| Competição | Competição                      | Temporadas | Melhor campanha | Estreia | Última | P | R |
| Canadá     | Campeonato Canadense de Futebol | 1          | Estreia (2018)  | 2018    | 2018   |   | – |